# El Carmen, Argentina
El Carmen är en kommunhuvudort i Argentina.   Den ligger i provinsen Jujuy, i den norra delen av landet, 1 300 km nordväst om huvudstaden Buenos Aires. El Carmen ligger 1 178 meter över havet och antalet invånare är 12 295.
Terrängen runt El Carmen är kuperad västerut, men österut är den platt. Terrängen runt El Carmen sluttar brant österut. Närmaste större samhälle är Perico, 14,9 km öster om El Carmen. 
I omgivningarna runt El Carmen växer i huvudsak lövfällande lövskog. Runt El Carmen är det ganska tätbefolkat, med 104 invånare per kvadratkilometer.